# Lionheart (film)
Pour les articles homonymes, voir Lionheart.
Pour plus de détails, voir Fiche technique et Distribution.
Lionheart est un film nigérian réalisé par Genevieve Nnaji, sorti en 2018.

## Synopsis
Une jeune femme, Adaeze Obiagu, veut remplacer son père, en proie à la maladie, à la tête de son entreprise.

## Fiche technique
- Titre : Lionheart
- Réalisation : Genevieve Nnaji
- Scénario : Ishaya Bako, Emil Garuba, Genevieve Nnaji, C. J. Obasi et Chinny Onwugbenu
- Musique : Kulanen Ikyo
- Photographie : Yinka Edward
- Montage : George Cragg
- Production : Genevieve Nnaji et Chinny Onwugbenu (productrices délégués)
- Pays :  Nigeria
- Genre : Drame
- Durée : 95 minutes
- Dates de sortie : 
  -  Canada : 7 septembre 2018 (festival international du film de Toronto)
  - Netflix : 4 janvier 2019

## Distribution
- Genevieve Nnaji : Adaeze Obiagu
- Nkem Owoh : Godswill Obiagu
- Pete Edochie : chef Ernest Obiagu
- Onyeka Onwenu : Abigail Obiagu
- Kanayo O. Kanayo : Igwe Pascal
- Ngozi Ezeonu : Chioma Obiagu
- Kalu Ikeagwu : Samuel Akah
- Chibuzo 'Phyno' Azubuike : Obiora
- Jemima Osunde : Onyinye
- Sani Mu'azu : Alhaji Danladi Maikano
- Yakubu Mohammed : Hamza Maikano
- Peter Okoye : Arinze

## Distinctions
Le film a reçu le Black Reel Award du meilleur film international.